# 1088 Mitaka
Mitaka (asteróide 1088) é um asteróide da cintura principal, a 1,7692655 UA. Possui uma excentricidade de 0,1962884 e um período orbital de 1 192,96 dias (3,27 anos).
Mitaka tem uma velocidade orbital média de 20,07457446 km/s e uma inclinação de 7,65469º.
Esse asteróide foi descoberto em 17 de Novembro de 1927 por Okuro Oikawa.